# او-۳۰ (کریگس‌مارینه)
او-۳۰ (به آلمانی: U-30) یک او-بوت کریگسمارینه از نوع ۷آ بود که ماه آوریل سال ۱۹۳۵، در جریان تسلیح مجدد آلمان با نقض مفاد پیمان ورسای، سفارش داده شد و ماه اوت سال ۱۹۳۶ وارد خدمت گردید. با آغاز جنگ جهانی دوم، این او-بوت کشتی مسافربری اس‌اس آتنیا، نخستین کشتی قربانی بریتانیا در مقابل آلمان، را در اقیانوس اطلس غرق کرد. این او-بوت، پیش از بازنشستگی در ماه سپتامبر سال ۱۹۴۰، در مجموع ۱۷ کشتی دشمن را غرق نمود.

## تاریخچه عملیاتی
او-۳۰ با تکمیل ساخت در پاییز سال ۱۹۳۶، یکی از نخستین او-بوت‌های نوع ۷ بود که وارد خدمت در کریگسمارینه شد. این او-بوت به فرماندهی ناوبان یکم فریتس-یولیوس لمپ، جزو هجده او-بوتی بود که ماه اوت سال ۱۹۳۹ فرمان به استقرار در نزدیکی آب‌های بریتانیا گرفت.

### گشت نسخت
پس آغاز جنگ جهانی دوم و اعلان جنگ بریتانیا به آلمان در روز ۳ سپتامبر سال ۱۹۳۹، او-۳۰ بعد از ظهر همان روز در حال گشت‌زنی در سطح، اس‌اس آتنیا، کشتی مسافربری بريتانيايی را در جنوب روکال در ۲۰۰ کیلومتری غرب جزیره بریتانیا، در مسیر لیورپول به مونترال، شناسایی کرد. او-۳۰ به زیر سطح رفت تا کشتی بریتانیایی را مورد حمله قرار دهد. با فرض لمپ بر مسلح بودن کشتی دشمن، بر خلاف معاهدات بین‌المللی، بدون اخطار قبلی، حدود ساعت ۷:۳۰ یک اژدر به سمت آن شلیک شد. پس از اصابت اژدر، آتنیا چند ساعت بعد کاملا غرق شد و ۱۱۲ تن از خدمه و مسافران آن جان باختند. لمپ مدتی بعد از طریق مخابره رادیویی بی‌بی‌سی متوجه شد اقدام به غرق کردن یک کشتی مسافربری نموده است. او از گزارش این اتفاق به پایگاه فرماندهی اجتناب کرد. با اطلاع فرماندهی عالی از این مسئله، روز بعد، در فرمانی سری حمله او-بوت‌های آلمانی به کشتی‌های مسافربری منع شد. پس از بازگشت او-۳۰ به آلمان، لمپ جهت توضیح به برلین فراخوانده شد اما در نهایت عمل او "اشتباه حاصل از سردرگمی میدان نبرد" تلقی و از محاکمه نظامی او اجتناب گشت.

### گشت سوم
او-۳۰ ماه نوامبر سال ۱۹۳۹، شمال ایرلند، با شلیک یک اژدر، به اچ‌ام‌اس برهم، نبردناو بریتانیایی آسیب وارد کرد.

### گشت ششم
پس از تسخیر فرانسه به دست آلمان، او-۳۰ روز ۷ ژوئیه سال ۱۹۴۰ به عنوان نخستین او-بوت وارد بندر لوریان در غرب این کشور در کرانه اقبانوس اطلس شد.